# 大阪 恋の歌
『大阪 恋の歌』（おおさか こいのうた）はモーニング娘。26枚目のシングル。2005年4月27日に発売された。

## 概要
2代目リーダー飯田圭織卒業後初のシングルで、石川梨華在籍時のラストシングル。発売前の2005年4月14日に矢口真里が脱退したため、矢口ラスト参加シングルにもなり、歌番組では急遽矢口抜きの10人で披露となった。初回限定盤特典で石川梨華の卒業コメント8cmCD応募コード封入。応募方法は、特設サイトからのコード入力。

## 収録曲
全作詞・作曲：つんく
1. 大阪 恋の歌
編曲：鈴木Daichi秀行
  - 歌詞が全編、関西弁（大阪弁）が用いられている。大阪府出身のつんく♂は公式サイトで「プロデューサー特権で、モーニング娘。に大阪のことを勉強してもらう。故郷孝行をして頂きたい」とコメントした[1]。なお、発売当時大阪出身のメンバーは現役・OG含めて存在せず、2019年現在も第12期メンバーの尾形春水のみである。
  - センターは高橋愛。メインボーカルは高橋愛、藤本美貴、石川梨華である。『モーニング娘。コンサートツアー2006春〜レインボーセブン〜』では高橋がソロで歌唱した。冒頭のセリフは吉澤ひとみが担当。こちらも関西弁である。
  - 2005年に、つんく♂はアルバム『タイプ2』にて、セルフカバーをした。
2. NATURE IS GOOD!
編曲：高橋諭一
  - ABC『ガラスの地球を救え』イメージソングで、『モーニング娘。コンサートツアー2006春〜レインボーセブン〜』でも歌われた。また、『Hello! Project 2006 Summer 〜ワンダフルハーツランド〜』の最終日にて前日怪我をした辻希美の曲に替わって吉澤ひとみと田中れいなにより歌われた。
3. 大阪 恋の歌 (Instrumental)

## 参加メンバー
- 2期：矢口真里
- 4期：石川梨華、吉澤ひとみ
- 5期：高橋愛、紺野あさ美、小川麻琴、新垣里沙
- 6期：藤本美貴、亀井絵里、道重さゆみ、田中れいな

## 参加ミュージシャン
- 鈴木Daichi秀行 - プログラミング&ギター(1)
- 稲葉貴子 - コーラス(1)
- つんく♂ - コーラス(1)
- 高橋諭一 - プログラミング&ギター(1)

## 収録アルバム
- レインボー7
- モーニング娘。 ALL SINGLES COMPLETE 〜10th ANNIVERSARY〜